# Марблгед (Массачусетс)
Марблгед (англ. Marblehead) — місто (англ. town) в США, в окрузі Ессекс штату Массачусетс. Населення — 20 441 особа (2020).

## Демографія
Згідно з переписом 2010 року, у місті мешкало 19 808 осіб у 8144 домогосподарствах у складі 5467 родин. Було 8838 помешкань
Расовий склад населення:
| - 96,4 % — білих - 1,0 % — азіатів - 0,8 % — чорних або афроамериканців - 0,1 % — корінних американців |

До двох чи більше рас належало 1,2 %. Частка іспаномовних становила 2,1 % від усіх жителів.
За віковим діапазоном населення розподілялося таким чином: 25,0 % — особи молодші 18 років, 58,0 % — особи у віці 18—64 років, 17,0 % — особи у віці 65 років та старші. Медіана віку мешканця становила 45,7 року. На 100 осіб жіночої статі у місті припадало 89,5 чоловіків;  на 100 жінок у віці від 18 років та старших — 84,9 чоловіків також старших 18 років.
Середній дохід на одне домашнє господарство  становив 158 804 долари США (медіана — 110 025), а середній дохід на одну сім'ю — 195 001 долар (медіана — 143 484). Медіана доходів становила 114 658 доларів для чоловіків та 72 418 доларів для жінок. За межею бідності перебувало 4,6 % осіб, у тому числі 3,2 % дітей у віці до 18 років та 6,3 % осіб у віці 65 років та старших.
Цивільне працевлаштоване населення становило 9955 осіб. Основні галузі зайнятості: освіта, охорона здоров'я та соціальна допомога — 25,0 %, науковці, спеціалісти, менеджери — 20,8 %, фінанси, страхування та нерухомість — 12,9 %, мистецтво, розваги та відпочинок — 8,2 %.